# Louis Ancot
Louis Ancot, född 3 juni 1803 i Brygge, död där 1836, var en belgisk pianist och kompositör. Han var pianist och pianolärare i London, Boulogne-sur-Mer, Tours och Brygge. Han skrev pianostycken i salongsstil. Louis Ancot var son till Jean Ancot den äldre och bror till Jean Ancot den yngre.